# Jeannette Rankin
Jeannette Pickering Rankin, född 11 juni 1880 i Missoula County i Montanaterritoriet, död 18 maj 1973 i Carmel-by-the-Sea i Kalifornien, var en amerikansk republikansk politiker. I USA:s representanthus representerade hon Montana 1917–1919 och 1941–1943. Hon var den första kvinnliga kongressledamoten i USA.
Rankin var pacifist och arbetade för kvinnlig rösträtt. Hon var en av femtio ledamöter i representanthuset som röstade mot att USA skulle delta i första världskriget. Rankin var även den enda kongressledamoten som röstade mot att förklara krig mot Japan efter attacken mot Pearl Harbor 1941.
Rankin besegrade Montanas tidigare viceguvernör William Allen i republikanernas primärval inför kongressvalet 1940.

## Galleri

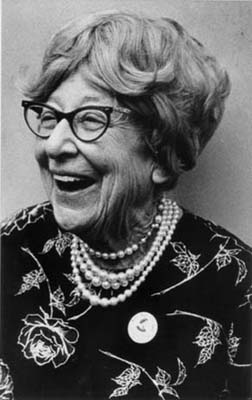
Jeannette Rankin, 1973.